# Dorte Jensen
Dorte Oppelstrup Jensen (Nyborg, 20 de octubre de 1972) es una deportista danesa que compitió en vela en las clases Europe e Yngling.
Participó en dos Juegos Olímpicos de Verano, obteniendo una medalla de bronce en Atenas 2004, en la clase Yngling (junto con Helle Jespersen y Christina Otzen), y el quinto lugar en Barcelona 1992 (clase Europe).
Ganó dos medallas en el Campeonato Mundial de Europe, oro en 1993 y bronce en 1991, y dos medallas en el Campeonato Mundial de Yngling, plata en 2004 y bronce en 2003. También obtuvo cuatro medallas de oro en el Campeonato Mundial de Match Race Femenino entre los años 1999 y 2006.

## Palmarés internacional
| Campeonato Mundial | Campeonato Mundial | Campeonato Mundial | Campeonato Mundial |
| Año                | Lugar              | Medalla            | Clase              |
| ------------------ | ------------------ | ------------------ | ------------------ |
| 1991               | Búzios (Brasil)    | Medalla de bronce  | Europe             |
| 1993               | Århus (Dinamarca)  | Medalla de oro     | Europe             |

| Juegos Olímpicos   | Juegos Olímpicos   | Juegos Olímpicos  | Juegos Olímpicos |
| Año                | Lugar              | Medalla           | Clase            |
| ------------------ | ------------------ | ----------------- | ---------------- |
| 2004               | Atenas (Grecia)    | Medalla de bronce | Yngling          |
| Campeonato Mundial |                    |                   |                  |
| Año                | Lugar              | Medalla           | Clase            |
| 2003               | Cádiz (España)     | Medalla de bronce | Yngling          |
| 2004               | Santander (España) | Medalla de plata  | Yngling          |

| Campeonato Mundial | Campeonato Mundial               | Campeonato Mundial | Campeonato Mundial |
| Año                | Lugar                            | Medalla            | Clase              |
| ------------------ | -------------------------------- | ------------------ | ------------------ |
| 1999               | Génova (Italia)                  | Medalla de oro     | Match race         |
| 2000               | San Petersburgo (Estados Unidos) | Medalla de oro     | Match race         |
| 2001               | Lago de Ledro (Italia)           | Medalla de oro     | Match race         |
| 2006               | Copenhague (Dinamarca)           | Medalla de oro     | Match race         |